# Platja de Los Cristales
La Platja de Los Cristales, coneguda també com a Platja d'El Bigaral, se situa en la localitat de Antromero, parròquia de Bocines, concejo de Gozón a Astúries. És una platja de la costa central que no presenta protecció mediambiental de cap tipus.

## Descripció
Té forma de petxina i deu el seu nom de «Los Cristales» al fet que durant bastant temps una indústria (fàbrica de vidre) tirava en ella les deixalles de vidre, que van ser fragmentats i erosionats per l'efecte de l'onatge i les marees, donant lloc a un aspecte del jaç sorrenc cristal·lí.
Mentre que el nom de «El bigaral» es deu a l'abundant presència de cargolins (castellà bígaro) a la zona. Molt a prop pot veure's les restes de la maquinària que s'utilitzava antigament per a l'extracció de sargassos (asturià ocle).
No hi ha qualsevol tipus de servei en aquesta platja.